# Dos tractats sobre el govern civil
Els Dos tractats sobre el govern civil és una obra de filosofia política publicada anònimament el 1690 per John Locke. El primer tractat és un atac al patriarcalisme, i el segon presenta una teoria de la societat política o civil basada en els drets naturals i en el contracte social. Locke considera que els homes són lliures i iguals per naturalesa, i que per a mantenir aquests principis cal un dret polític basat en un pacte social. Va criticar l'absolutisme i va defensar el dret de rebel·lió davant de la tirania.

## Primer tractat

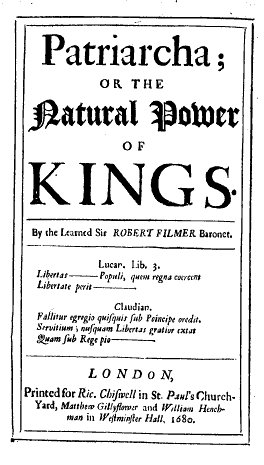

És una llarga i elaborada refutació de la teoria del dret diví dels reis, tal com va ser concebuda pel filòsof Robert Filmer en la seva obra Patriarcha, or The Natural Power of Kings de 1680.

## Segon tractat
En el segon tractat, Locke desplega la seva teoria de l'Estat. a evitar les lluites pel poder, Locke intenta desterrar la idea de tiranicidi. Considera que un rei constitucional que estigui subordinat al poder civil del parlament és més que suficient. Per fer callar les crítiques arribarà a afirmar que «Les altres formes de poder poden caure també en la tirania».
John Locke és conscient des d'un principi que un dels problemes del nou sistema serà la corrupció política. Per a evitar-la proposa dividir el poder de l'Estat en:
- Un poder legislatiu (el principal per Locke).
- Un poder executiu
- Un poder federatiu

La primera llei fonamental del poder legislatiu és que aquest és «triat i nomenat pel poble». La sobirania nacional per tant queda en mans d'aquest poder legislatiu, elegit pel poble, i es traduirà en «el poder de legislar (fer lleis) i d'elegir el poder executiu». Els capítols que componen aquest segon tractat són:
- Capítol I (únic capítol sense títol, introduït posteriorment per Locke per a resumir la principal conclusió del primer tractat)
- Capítol II. De l'estat de naturalesa
- Capítol II. De l'estat de guerra
- Capítol IV. De l'esclavitud
- Capítol V. De la propietat
- Capítol V. Del poder paternal
- Capítol VII. De la societat política o civil
- Capítol VIII. Del començament de les societats polítiques
- Capítol IX. Dels fins de la societat política i del govern
- Capítol X. De les formes d'Estat
- Capítol XI. De l'abast del poder legislatiu
- Capítol XII. Dels poders legislatiu, executiu i federatiu de l'Estat
- Capítol XIII. De la subordinació dels poders de l'Estat
- Capítol XIV. De la prerrogativa
- Capítol XV. Del poder paternal, polític i despòtic, considerats junts
- Capítol XVI. De la conquesta
- Capítol XVII. De la usurpació
- Capítol XVIII. De la tirania
- Capítol XIX. De la dissolució de govern

## Influència
A la segona meitat de segle xviii la influència que van exercir les obres de John Locke, i en concret la seva teoria de l'Estat, que exposa en el segon tractat', serà decisiva per al pensament estatunidenc i il·lustrat. L'exemple més clar d'això és la proclamació d'independència de les colònies angleses a Amèrica, la redacció d'una constitució per homes com Benjamin Franklin i Thomas Jefferson, i el mateix model d'Estat amb la seva separació de poders que, excepte el paper de la figura del monarca (circumscrit a la complicada realitat britànica), és molt similar a la teoria exposada per Locke.
A l'altre costat del Canal de la Mànega, la influència també va ser decisiva per a pensadors com Montesquieu i Voltaire, que sempre van veure en l'obra de Locke i el sistema polític anglès un digne exemple a seguir. El mateix Rousseau, des d'una posició clarament contrària a la burgesia, també va rebre les seves influències. Gràcies a aquests tractats es van declarar els drets civils.